# Assibilation
En phonétique, le terme assibilation (dérivé du latin sibilare : « siffler ») qualifie la modification phonétique d'une consonne dont le résultat est une sifflante.

## Grec ancien
Ce phénomène est fréquent dans le passage du grec commun à l'ionien-attique : un /t/ devant un /i/ ou un /y/ s'est en effet assibilé en /s/ : τύ tú est devenu σύ sú et le suffixe de formation de noms d'action -τι -ti est devenu -σι -si (comme dans κρί-τι-ς, « action de juger, décision », devenu κρί-σι-ς en ionien-attique).

## Arabe dialectal
Dans certains dialectes du Machreq, la fricative dentale sourde /θ/ ("th" anglais ou "z" espagnol) de l'arabe classique se prononce /s/. Ainsi ثُرَيَّة (/θu.raj.ja:/) (signifiant "lustre", "chandelier", "collier de bijoux", "Pléiades") se prononce "soraya", comme dans le prénom persan emprunté à l'arabe.
De même, en dialecte égyptien, le nom de la célèbre chanteuse Oum Kalthoum se prononce comme dans sa transcription française "oum kalsoum" et s'écrit أم كلثوم (/um.kul.θu:m/) avec cette même fricative.

## Langues romanes
Le suffixe latin -tio s'est transformé dans les langues romanes en sifflantes fricatives (-tion prononcé /sjɔ̃/ en français, -ción en espagnol, -ção en portugais)  ou affriquées (-zione en italien, -țiune en roumain)
On observe également ce phénomène en français dans la plupart des mots d'origine latine commençant par la syllabe /ka/ dont le /k-/ précédant /-a-/ a évolué vers le son /ʃ-/ à l'exemple du mot "chaise" /ʃɛ:z/, assibilation du mot classique "chaire" /ʃɛ:ʁ/ (du mot latin d'origine grecque "cathedra" signifiant "siège"). 
C'est une évolution normale et classique du latin vulgaire vers le français. Avant l'assibilation complète du son /k-/ devant /-a-/, a été observée une phase intermédiaire en ancien français dite de palatalisation. Ainsi nous voyions les mots commençant par /ka-/ se prononcer /t͡ʃ-/, ce qui permet d'expliquer les quelques variations dialectales de prononciation subsistantes dans certains mots en particulier dans le domaine d'oïl.

## Langues bantoues
Dans les langues bantoues, la classe nominale no 7 (servant entre autres à désigner les langues) est réputée être à l'origine marquée par le préfixe ki- (comme dans les noms autonymes des langues tels le kiswahili, le kikongo et le kinyarwanda) mais on observe un assibilation dans les langues plus australes telles le setswana, l'isiZulu et le chichewa.

## Finnois
Dans les langues finno-ougriennes comme le finnois, l'occlusive dentale /t/ (que l'on retrouve par exemple dans le radical, ex. le verbe "nier", en finnois kielt- et qui sert à construire l'infinitif kieltää) se transforme en sibilante dans les temps du passé, ex. kielsi ("il/elle a nié")

## Allemand
La mutation consonantique du haut-allemand, phénomène de transformation des occlusives des dialectes du sud de l'aire germanique au Moyen Âge, implique entre autres une assibilation que l'on ne retrouve pas dans les autres langues germaniques comme l'anglais et le néerlandais : 
- Wasser (« eau ») vs water (anglais, néerlandais)
- essen (« manger ») vs eat (anglais), eten (néerlandais).